# Peter Neefs (producer)
Peter Neefs is een Belgische producer en componist van dance-muziek en filmmuziek. Hij had internationaal success met onder andere Philippe Cataldo, Bizz Nizz, 2 Unlimited, Alana Dante, Timeshift, The Flying Pickets. Hij had ook nationaal succes met onder andere Def Dames Dope, Yasmine, Boys Band en Petra. Neefs is ook een remixer. Hij tekende voor de AURO 3D mix van The Beatles song Get Back in 2021.
Hij produceerde de Rode Duivels-kwalificatiehymne “La La La”  en het nummer “Boys in Green” voor het Ierse nationale voetbalelftal.